# Kabinett Wulff II
Das Kabinett Wulff II bildete vom 26. Februar 2008 bis zum 1. Juli 2010 die Niedersächsische Landesregierung. Christian Wulff wurde am 26. Februar 2008 erneut zum Ministerpräsidenten und somit zum Leiter der Landesregierung von Niedersachsen gewählt. Die Ernennung des Kabinetts erfolgte ebenfalls am 26. Februar 2008.
Nach dem Rücktritt von Ministerpräsident Christian Wulff aufgrund seiner Wahl zum Bundespräsidenten der Bundesrepublik Deutschland am 30. Juni 2010 war die Landesregierung gemäß § 33 der niedersächsischen Verfassung nunmehr geschäftsführend im Amt. Bis zur am nächsten Tag erfolgten Wahl des Nachfolgers David McAllister übernahm der stellvertretende Ministerpräsident Jörg Bode (FDP) die Amtsgeschäfte.

## Mitglieder
| Amt                                                                | Name                                              | Partei                                 | Partei | Staatssekretäre |
| ------------------------------------------------------------------ | ------------------------------------------------- | -------------------------------------- | ------ | --- |
| Ministerpräsident                                                  | Christian Wulff (zurückgetreten am 30. Juni 2010) |                                        | CDU    | Wolfgang G. Gibowski Bevollmächtigter des Landes Niedersachsen beim Bund Martina Krogmann Bevollmächtigte des Landes Niedersachsen beim Bund, ab 1. April 2010 |
| Stellvertreter des Ministerpräsidenten                             | Walter Hirche bis 18. Februar 2009                |                                        | FDP    | |
| Stellvertreter des Ministerpräsidenten                             | Philipp Rösler bis 27. Oktober 2009               |                                        | FDP    | |
| Stellvertreter des Ministerpräsidenten                             | Jörg Bode ab 28. Oktober 2009                     |                                        | FDP    | |
| Inneres und Sport                                                  | Uwe Schünemann                                    |                                        | CDU    | Wolfgang Meyerding Sandra von Klaeden ab 24. März 2010 |
| Wirtschaft, Arbeit und Verkehr                                     | Walter Hirche bis 18. Februar 2009                |                                        | FDP    | Joachim Werren |
| Wirtschaft, Arbeit und Verkehr                                     | Philipp Rösler bis 27. Oktober 2009               | Stefan Kapferer ab 13. Oktober 2008    | FDP    | |
| Wirtschaft, Arbeit und Verkehr                                     | Jörg Bode ab 28. Oktober 2009                     | Oliver Liersch ab 17. November 2009    | FDP    | |
| Ernährung, Landwirtschaft, Verbraucherschutz und Landesentwicklung | Hans-Heinrich Ehlen                               |                                        | CDU    | Friedrich-Otto Ripke |
| Ernährung, Landwirtschaft, Verbraucherschutz und Landesentwicklung | Astrid Grotelüschen ab 27. April 2010             |                                        | CDU    | Friedrich-Otto Ripke |
| Finanzen                                                           | Hartmut Möllring                                  |                                        | CDU    | Cora-Jeanette Hermenau |
| Justiz                                                             | Bernd Busemann                                    |                                        | CDU    | Jürgen Oehlerking |
| Kultus                                                             | Elisabeth Heister-Neumann                         |                                        | CDU    | Peter Uhlig |
| Kultus                                                             | Elisabeth Heister-Neumann                         | Bernd Althusmann ab 16. Juni 2009      | CDU    | |
| Kultus                                                             | Bernd Althusmann ab 27. April 2010                | Christine Hawighorst ab 27. April 2010 | CDU    | |
| Wissenschaft und Kultur                                            | Lutz Stratmann                                    |                                        | CDU    | Josef Lange |
| Wissenschaft und Kultur                                            | Johanna Wanka ab 27. April 2010                   |                                        | CDU    | Josef Lange |
| Umwelt und Klimaschutz                                             | Hans-Heinrich Sander                              |                                        | FDP    | Stefan Birkner |
| Soziales, Frauen, Familie, Gesundheit und Integration              | Mechthild Ross-Luttmann                           |                                        | CDU    | Christine Hawighorst |
| Soziales, Frauen, Familie, Gesundheit und Integration              | Aygül Özkan ab 27. April 2010                     | Heiner Pott ab 27. April 2010          | CDU    | |

Anmerkungen
1. ↑  Staatssekretäre sind laut Niedersächsischer Verfassung keine Regierungsmitglieder.
2. 1 2  Die Zuständigkeit für Integration wechselte im Rahmen der Kabinettsumbildung im April 2010 vom Innenministerium zum Sozialministerium.

## Veränderungen
Walter Hirche trat im Februar 2009 wie angekündigt von seinem Amt als Minister für Wirtschaft, Technologie und Verkehr und Stellvertreter des Ministerpräsidenten zurück. Sein Nachfolger wurde Philipp Rösler. Dieser wechselte nach dem Wahlerfolg von Union und FDP bei der Bundestagswahl 2009 als Gesundheitsminister ins Kabinett Merkel II, für ihn rückte Jörg Bode in die Landesregierung nach.
Am 17. April 2010 wurde von Christian Wulff eine vier der sieben CDU-geführten Ministerien umfassende Kabinettsumbildung angekündigt, am 27. April 2010 wurden die neuen Minister offiziell berufen und vom Landtag bestätigt. Die Brandenburger Oppositionsführerin und frühere Wissenschaftsministerin Johanna Wanka ersetzt Wissenschaftsminister Stratmann, die Hamburger Bürgerschaftsabgeordnete Aygül Özkan wurde Nachfolgerin von Sozialministerin Mechthild Ross-Luttmann. Die Bundestagsabgeordnete Astrid Grotelüschen löste Heiner Ehlen als Landwirtschaftsminister ab, der bisherige Kultusstaatssekretär Bernd Althusmann übernahm Elisabeth Heister-Neumanns Aufgabe als Kultusministerin.